# Ta Det Lugnt
Ta Det Lugnt es el tercer álbum de estudio del grupo sueco de rock psicodélico Dungen, publicado en junio de 2004 por Subliminal Sounds y reeditado al año siguiente por Kemado Records. Fue producido por Gustav Ejstes, líder y cantante de la banda, y fue el disco que dio renombre internacional a la banda, hasta entonces tan solo conocida en circuitos reducidos.
La versión original del disco cuenta con 13 temas, mientras que la reedición de 2005 incluye el EP Tyst Minut, compuesta por 5 canciones.

## Canciones
1. Panda - 4:55
2. Gjort bort sig - 5:10
3. Festivål - 3:43
4. Du e för fin för mig - 8:28
5. Ta det lugnt - 7:43
6. Det du tänker idag är du i morgon - 3:58
7. Lejonet & kulan - 2:48
8. Bortglömd - 4:27
9. Glömd konst kommer stundom ånyo till heders - 0:55
10. Lipsill - 2:45
11. Om du vore en vakthund - 3:02
12. Tack Ska ni ha - 0:31
13. Sluta följa efter - 4:52

### Temas del EPTyst Minut
1. Tyst minut (Minuto de silencio) - 3:47
2. Jämna plågor - 3:07
3. Sjutton - 2:50
4. Christopher - 2:01
5. Badsång - 2:18

## Componentes
- Gustav Ejstes - Letras, música, voz, guitarra, bajo, batería, teclados, flauta
- Reine Fiske - Guitarra eléctrica en pistas 1-5, 7, 8, 10, 11 y 13; bajo en pistas 5, 8 y 13; percusión en pista 13
- Fredrik Björling - Batería en pistas 1 y 3; percusión en pista 8
- Henrik Nilsson - Bajo en pistas 1 y 3
- Aron Hejdström - Saxofón en pista 5
- Tiaz Gustavsson - Percusión en pista 10
- Frew Elfineh Taha - Voz en pista 5
- Anna Karin Palm - Coros en pista 12
- Lars-Olof Ejstes - Violín en pistas 4 y 10

- Datos: Q9081325